# HBTQ-rättigheter i Europa

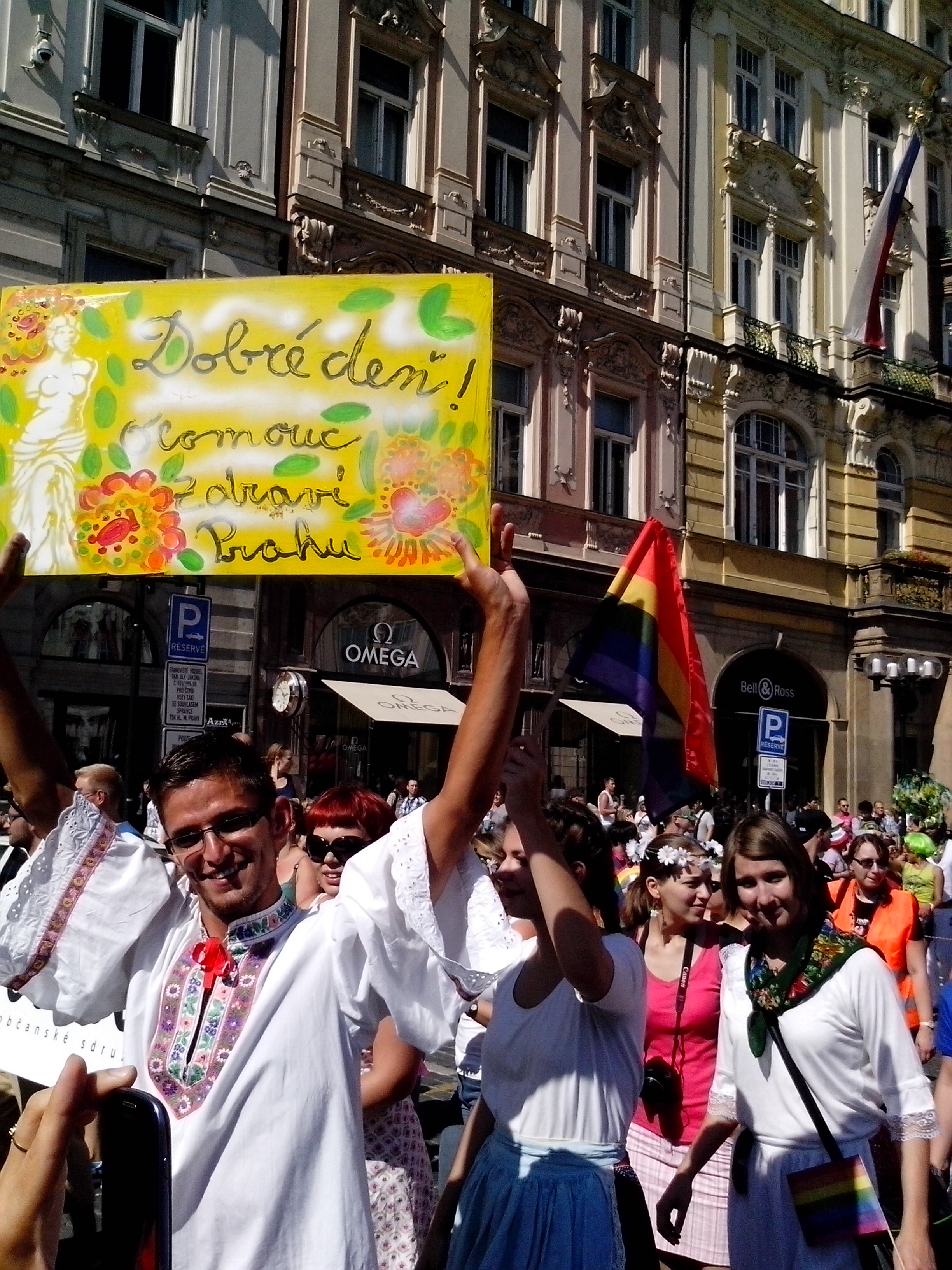
En deltagare i Pride i Prag 2013

HBTQ-rättigheterna i Europa varierar stort mellan länderna. Nitton av de 30 länder i världen som har legaliserat samkönat äktenskap ligger i Europa. Ytterligare tretton europeiska länder har legaliserat registrerat partnerskap eller andra mer begränsade erkännanden av samkönade par.
Flera europeiska länder erkänner inte någon form av samkönade relationer. Äktenskap definieras juridiskt som exklusivt för en man och en kvinna i Armenien, Vitryssland, Bulgarien, Kroatien, Georgien, Ungern, Lettland, Litauen, Moldavien, Montenegro, Polen, Ryssland, Serbien, Slovakien och Ukraina. Av dessa länder erkänner emellertid Kroatien, Ungern och Montenegro erkänner registrerat partnerskap. Östeuropa anses ha färre juridiska rättigheter, sämre juridiskt skydd och levnadsförhållanden samt en mindre stödjande allmänhet för HBTQ-personer än i Västeuropa.
Alla europeiska länder som tillåter samkönade äktenskap, samt Andorra, tillåter att samkönade par adopterar. Av de länder som har registrerat partnerskap tillåter inga utom Andorra adoption för samkönade par och endast hälften av dem har gjort närståendeadoption möjligt.
Enligt ILGA-Europe är Malta, Belgien och Luxemburg de tre europeiska länder som är bäst när det kommer till HBTQ-rättigheter. Västeuropa betraktas ofta som en av de mest progressiva regionerna i världen för HBTQ-personer att bo i.

Juridisk status för samkönade att adoptera
Adoption lagligt för samkönade par
Närståendeadoption lagligt
Inga lagar tillåter att samkönade par adopterar

| Eurobarometern 2019: % av befolkningen i varje land som är "helt instämmer" med påståendet att "homo- och bisexuella bör ha samma rättigheter som heterosexuella." |             |
| Land | Procentsats |
| Sverige | 98%         |
| Nederländerna | 97%         |
| Spanien | 91%         |
| Storbritannien | 90%         |
| Danmark | 89%         |
| Tyskland | 88%         |
| Luxemburg | 87%         |
| Frankrike | 85%         |
| Belgien | 84%         |
| Irland | 83%         |
| Finland | 80%         |
| Portugal | 78%         |
| Malta | 73%         |
| Österrike | 70%         |
| Italien | 68%         |
| Grekland | 64%         |
| Slovenien | 64%         |
| Cypern | 63%         |
| Tjeckien | 57%         |
| Litauen | 53%         |
| Estland | 53%         |
| Polen | 49%         |
| Lettland | 49%         |
| Ungern | 48%         |
| Kroatien | 44%         |
| Bulgarien | 39%         |
| Rumänien | 38%         |
| Slovakien | 31%         |

## Historia
Även om samkönade relationer var relativt vanliga i Antikens Grekland, Rom och de hedniska keltiska samhällena, medförde kristnandet av det romerska imperiet införandet av brutala lagar mot homosexuellt beteende. Ett edikt utfärdat år 390 av kejsaren Theodosius I fördömde alla "passiva" homosexuella män till döds genom bränning på bål. Det följdes år 529 av Justinianus I:s Corpus Juris Civilis som föreskrev offentlig kastrering och avrättning för alla som begick homosexuella handlingar, både "aktiva" och "passiva" partners. Homosexuellt beteende, kallat sodomi, ansågs vara ett grovt brott i de flesta europeiska länder och tusentals homosexuella män avrättades över hela Europa under vågor av förföljelse under dessa århundraden. Lesbiska utpekades och bestraffades mer sällan även om de också drabbades också av förföljelse och avrättning.
I Turkiet har homosexualitet varit lagligt sedan 1858.
1972 blev Sverige det första landet i världen som tillät transpersoner att ändra juridiskt kön. "Transvestism" togs dock inte bort som psykiatrisk diagnos förrän 2009 och kravet på sterilisering i samband med ändring av juridiskt kön togs bort först 2013.
1979 ockuperade ett antal HBTQ-aktivister den svenska Socialstyrelsen i protest mot att homosexualitet klassificerades som en sjukdom. Inom några månader blev Sverige det första landet i Europa att ta bort sjukdomsklassningen av homosexualitet.
1989 blev Danmark det första landet i världen att införa registrerat partnerskap.

## Senare utveckling
1991 var Bulgarien det första landet i Europa som förbjöd samkönade äktenskap. Sedan dess har tretton länder följt efter (Litauen 1992, Vitryssland och Moldavien 1994, Ukraina 1996, Polen 1997, Lettland och Serbien 2006, Montenegro 2007, Ungern 2012, Kroatien 2013, Slovakien 2014, Armenien 2015 och Georgien 2017).
2001 legaliserade Nederländerna, som första land i världen, samkönat äktenskap. Sedan dess har arton andra europeiska länder följt efter (Belgien 2003, Spanien 2005, Norge och Sverige 2009, Portugal och Island 2010, Danmark 2012, Frankrike, England och Wales 2013, Skottland 2014, Luxemburg och Irland 2015, Finland, Malta och Tyskland 2017, Österrike 2019, Nordirland 2020, Schweiz 2022 och Slovenien 2022).
2009 röstade Svenska kyrkans kyrkomöte för könsneutrala äktenskap. Enligt den danska äktenskapslagen kan präster vägra att genomföra en ceremoni av ett samkönat par, men den lokala biskopen måste ordna en ersättare för deras kyrkobyggnad.  2015 röstade Islands kyrka för att deras präster inte kan neka att viga par av samma kön. 2017 blev det möjligt för samkönade par att viga sig inom den norska kyrkan.
2015 genomfördes en folkomröstning i Slovakien för att förbjuda samkönade äktenskap och samkönade föräldrars möjlighet att adoptera. Folkomröstningen ansågs dock vara ogiltig på grund av lågt valdeltagande då endast 21 % av de röstberättigade hade röstat.
I november 2015 godkände Cyperns parlament ett lagförslag som legaliserade registrerat partnerskap med röstetalen 39 mot 12. Lagen trädde i kraft den 9 december 2015.
Ett lagförslag om att införa registrerat partnerskap i Grekland godkändes i december 2015 av det grekiska parlamentet med röstsiffrorna 194–55. Lagen undertecknades av presidenten och trädde i kraft den 24 december 2015. 
I juli 2017 godkände parlamenten i Tyskland respektive Malta lagförslag för att tillåta samkönat äktenskap. De nya äktenskapslagarna trädde ikraft den 1 september 2017 på Malta och den 1 oktober i Tyskland.
I oktober 2017 antog Europarådets parlamentariska församling den första resolutionen i sitt slag om intersex, efter att 33 medlemmar röstat för. Resolutionen krävde intersexpersoners rätt till kroppslig autonomi och fysisk integritet genom att kräva förbud mot medicinskt omotiverade kirurgiska ingrepp på barn som föds med intersexvariation. Resolutionen rekommenderar ministerrådet att upplysa sina regeringar om resolutionen,  behovet av ökat psykosocialt stöd samt uppmanar politiska beslutsfattare att säkerställa att antidiskrimineringslagstiftningen effektivt skyddar intersex-personer.
2017 fattade Österrikes konstitutionella domstol beslut om att förbudet mot samkönade äktenskap stred mot landets författning. Samkönade äktenskap blev lagligt den 1 januari 2019.
I slutet av 2018 röstade San Marinos parlament för att legalisera registrerat partnerskap och närståendeadoption.

## Opinionen i Europa
I Eurobarometern från 2015 som undersökte stödet för samkönat äktenskap i EU-länder visade att stödet var störst i Nederländerna (91%), Sverige (90%), Danmark (87%), Spanien (84%), Irland (80%) ), Belgien (77%), Luxemburg (75%), Storbritannien (71%) och Frankrike (71%). De senaste åren har stödet ökat mest på Malta, från 18% 2006 till 73% 2019 och i Irland från 41% 2006 till 83% 2019. (Se 2019 års siffror från Eurobarometern i tabellen till höger.)
I Grekland mer än fördubblades stödet för samkönade äktenskap mellan 2006 och 2015, även om siffrorna fortfarande är låga (15 respektive 33 %).
På Irland visade en undersökning som gjordes 2008 att 84% av befolkningen stödde registrerat partnerskap (och 58% samkönat äktenskap). 2015 röstade 62,1% av väljarna för att jämställa samkönade äktenskap med olikkönade.